# Red5
Red5 est un logiciel serveur Flash gratuit et libre qui reprend les fonctionnalités de Flash Media Server de Adobe.
Il permet de faire du streaming audio ou vidéo, partage d'objet distant (remoting), de la synchronisation de données, etc. Contrairement à Flash Media Server 2, les applications côté serveur peuvent être écrites en Java mais aussi dans d’autres langages de script comme JavaScript, Python, Ruby, …
Le projet a démarré en Septembre 2005 et il est diffusé sur GitHub depuis 2008.
Le serveur Red5 est publié sous la licence Apache 2.0.

## Fonctionnalités
- Diffusion de flux Video (FLV, F4V, MP4, 3GP)
- Diffusion de flux Audio (MP3, F4A, M4A, AAC)
- Enregistrement des flux clients (FLV et AVC+AAC dans un conteneur FLV)
- Partage d'écrans
- Publication de flux vidéo en direct (FLV, VP6)
- Publication de flux audio en direct (MP3, AAC)
- Actions à distance (Action Message Format)
- Protocole utilisé : RTMP, RTMPT, RTMPS, and RTMPE

## Historique
- Démarrage du projet  en Septembre 2005
- Version 0.8.0 Sortie en 4 juin 2009
- Version 1.0 Sortie le 3 décembre 2012
- Version 1.0.1 Sortie le 15 janvier 2013
- Version 1.0.2 Sortie 13 juillet 2013
- Version 1.0.3 Sortie 5 août 2014
- Version 1.0.4 Sortie 26 décembre 2014
- Version 1.0.5 Sortie 7 février 2015
  - Divers correctifs depuis la version précédente
  - Les logs de Tomcat utilise un nouveau plugin slf4j
  - Mise à jour du plugin Websocket à la version 1.1